# Парламентские выборы в Грузии (2004)
Парламентские выборы прошли в Грузии 28 марта 2004 года. Выборы последовали за аннулированием результатов голосования по многомандатному округу, которые возможно были сфальсифицированы. Новые выборы были проведены после отставки Эдуарда Шеварднадзе и избрания Президентом Михаила Саакашвили в январе 2004 года.
На выборах победили национальное движение — демократы (НПРО), партия поддержки президента Михаила Саакашвили. НПРО набрал 67 % голосов, в то время как Правая оппозиция получила 7,6 % голосов.
В результате НПРО выиграл большинство из 130 мест, избираемых по системе пропорционального представительства в парламенте Грузии.

## Результаты
| Партии и коалиции | Голоса    | %    | Места |
| --- | --------- | ---- | ----- |
| Единое национальное движение (Nats’ionaluri Modzraoba — Demokratebi, ერთიანი ნაციონალური მოძრაობა) | 1 027 070 | 67,0 | 135   |
| Правая оппозиция (Memarjvene Opozits’ia, მემარჯვენე ოპოზიცია) - Новые правые (Akhali Memarjveneebi, ახალი მემარჯვენეები) - Промышленность спасёт Грузию (Mretsveloba Gadaarchens Sak’art’velos, მრეწველობა გადაარჩენს საქართველოს)) | 116 282   | 7,6  | 15    |
| Союз демократического возрождения Грузии (Demokratiuli Aghordzinebis kavshiri, დემოკრატიული აღორძინების პავშირი) |           | 6,0  | -     |
| Лейбористская партия Грузии (Sakartvelos Leiboristuli Partia, საქართველოს ლეიბორისტული პარტია) |           | 5,8  | -     |
| Свобода (Tavisupleba, თავისუფლება) |           | 4,2  | -     |
| Национально-демократический альянс (Erovnul Demokratiuli Aliansi) - Национально-демократическая партия Грузии (Erovnul Demokratiuli Partia) - Союз Грузинских традиционалистов (ქართველ ტრადიციონალისტთა კავშირი)                   |           | 2,5  | -     |
| Джумбер Патиашвили-Единство - Единство (Ertoba) - Лига интеллектуалов Грузии |           | 2,4  | -     |
| депутаты избранные в одномандатных округах |           |      | 75    |
| представители Абхазии |           |      | 10    |
| Всего | 1 518 751 | 100  | 235   |
| Источник: IFES Архивная копия от 30 января 2018 на Wayback Machine, IPU.org and Civil.ge Архивная копия от 26 марта 2022 на Wayback Machine.                                                                                        |           |      |       |

85 депутатов избранных по одномандатным округам в ноябре 2003 вошли в парламент.
Национальное движение объединило сторонников Саакашвили, Бурджанадзе, Жвания, Республиканцев и Гамсахурдия.
Правая оппозиция — это правый блок, в том числе бизнес.
На пресс-конференции, Саакашвили сказал: «Я думаю, что люди дали свой вердикт я не доволен тем, что есть не более оппозиции представление, потому что это помогло бы моя партия тоже консолидировать Но это реальность, пост-.. революционная реальность».
Предварительный отчет наблюдателей от Организации по безопасности и сотрудничеству в Европе (ОБСЕ) высоко оценил проведение выборов.
«Повторные парламентские выборы в Грузии 28 марта 2004 года продемонстрировали похвальный прогресс по сравнению с предыдущими выборами. Грузинские власти воспользовались возможностью, так как 4 января президентских выборов, чтобы еще более приблизить избирательный процесс в Грузии в тесной увязке с европейскими стандартами демократических выборов, в том числе обязательств в рамках ОБСЕ и Совета Европы стандартов», говорится в докладе.
«Тем не менее, в свете событий ноября 2003 года политическая жизнь Грузии, как это отражено в избирательном процессе, еще не полностью нормализовалась. Укрепление демократического избирательного процесса только будет полностью протестирована в более конкурентной среде, один раз подлинный уровень политического плюрализма воссоздан».
В попытке произвести результаты выборов, приемлемого для внутреннего и международного общественного мнения, грузинское правительство разрешило подсчет голосов одновременно ЦИК и неправительственной организацией, Международное общество за справедливые выборы и общество (ISFED). Это называлось параллельным подсчетом голосов (PVT). Цифры, опубликованные МОСВД 31 марта показали результаты практически идентичны тем, которые выпустил ЦИК.